# Fossès-et-Baleyssac
Fossès-et-Baleyssac (gaskognisch: Forcet e Balaissac) ist eine französische Gemeinde mit 223 Einwohnern (Stand: 1. Januar 2022) im Département Gironde. Sie gehört zum Kanton Le Réolais et Les Bastides im Arrondissement Langon.

## Geografie
Fossès-et-Baleyssac liegt etwa 60 Kilometer südöstlich von Bordeaux. Umgeben wird Fossès-et-Baleyssac von den Nachbargemeinden Saint-Sulpice-de-Guilleragues im Norden, Sainte-Gemme im Norden und Osten, Saint-Michel-de-Lapujade im Süden und Osten, Mongauzy im Südwesten, Saint-Hilaire-de-la-Noaille im Westen sowie Roquebrune im Nordwesten.

## Bevölkerungsentwicklung
| Jahr                       | 1962 | 1968 | 1975 | 1982 | 1990 | 1999 | 2006 | 2017 |
| -------------------------- | ---- | ---- | ---- | ---- | ---- | ---- | ---- | ---- |
| Einwohner                  | 215  | 158  | 132  | 118  | 136  | 158  | 190  | 224  |
| Quellen: Cassini und INSEE |      |      |      |      |      |      |      |      |

## Sehenswürdigkeiten
- Kirche Saint-Pierre-ès-Liens aus dem 12. Jahrhundert, Monument historique seit 2001
- Kirche Notre-Dame

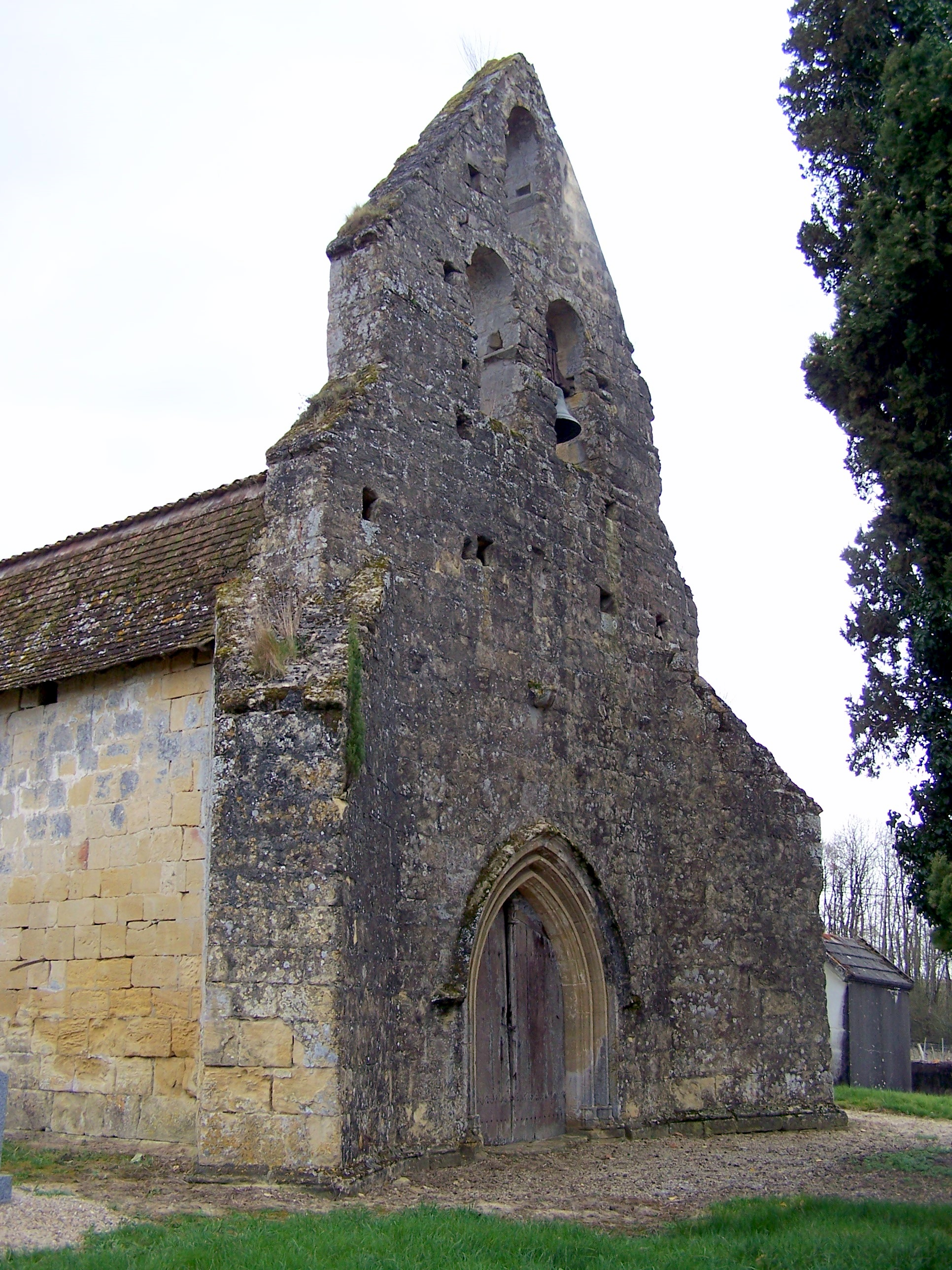
Kirche Saint-Pierre-ès-Liens
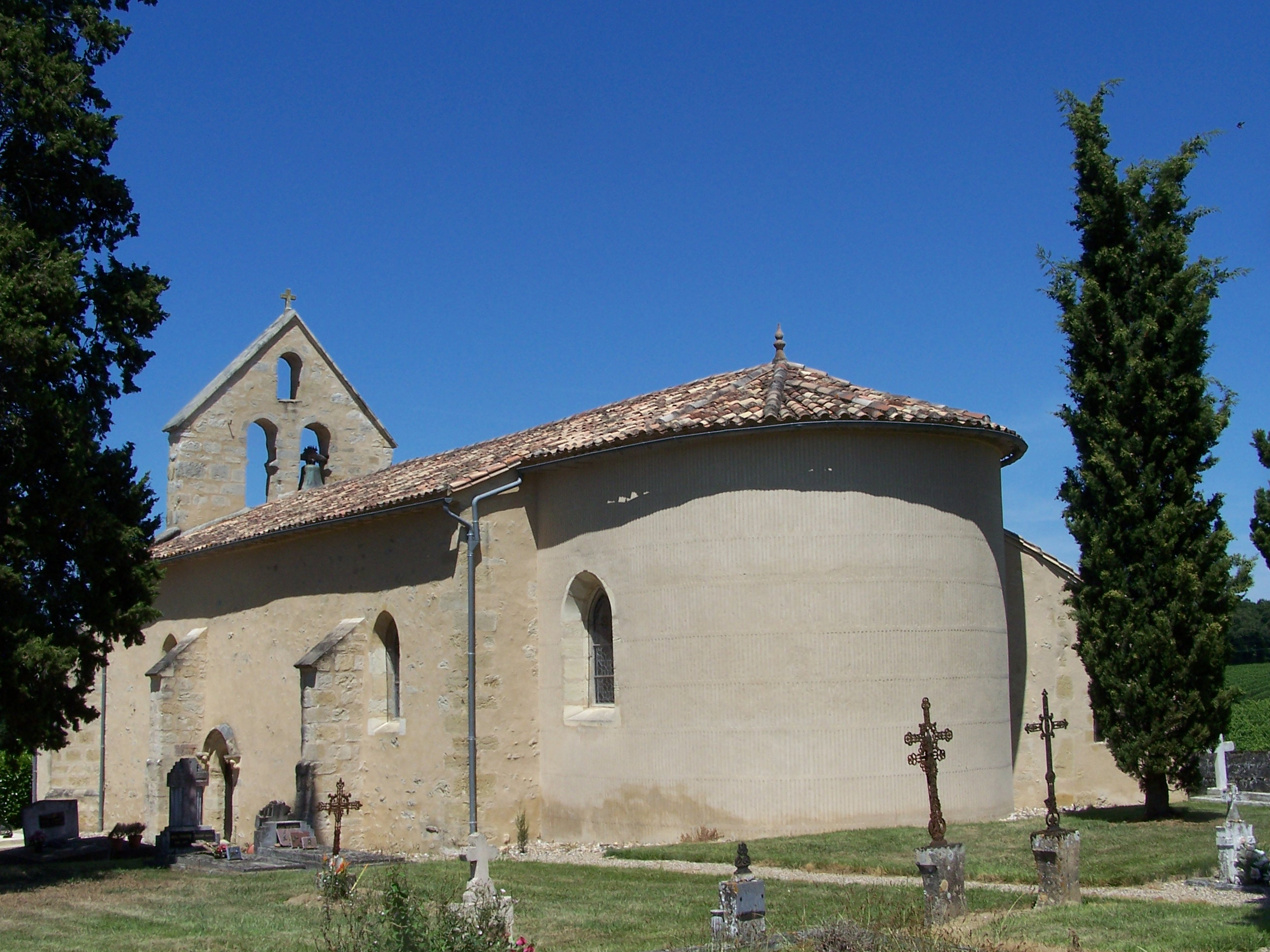
Kirche Notre-Dame